# آئرو-دینست
آئرو-دینست (به انگلیسی: Aero-Dienst) یک شرکت هواپیمایی است که در ۱۹۵۸ میلادی تأسیس شده‌است. دفتر مرکزی آئرو-دینست در نورنبرگ، آلمان واقع شده‌است.